# Matej Šebenik
Matej Šebenik, slovenski šahist, * 28. avgust 1983.
Šebenik je velemojster z ratingom 2516. 
Sodeloval je na 45. šahovski olimpijadi leta 2024 v Budimpešti, kjer je slovenska ekipa osvojila odlično 9. mesto.
Dosežki
- 3. mesto - Državno prvenstvo za člane 2010
- 2. mesto - Državno prvenstvo za člane 2009
- 3. mesto - Državno prvenstvo za člane 2007